# 小長谷女王
小長谷女王（おはせじょおう/おはっせのおおきみ、生年不明 - 天平神護3年1月8日（767年2月11日））は、奈良時代の日本の皇族。天武天皇の第9皇子、忍壁親王の皇女。官位は従三位・尚膳。

## 経歴
聖武朝の天平11年（739年）正月、坂合部女王らとともに無位から従四位下に叙せられる。
その後も昇進を続け、淳仁朝の天平宝字5年（761年）6月、光明皇太后の一周忌の斎会に奉仕し、正四位上から一階進められて従三位に昇叙される。
称徳朝の天平神護3年（767年）正月、尚膳・従三位で薨去。

## 官歴
『続日本紀』による。
- 天平11年（739年）正月13日：従四位下
- 天平宝字5年（761年）正月2日：正四位上。時期不詳：尚膳。6月26日：従三位
- 天平神護3年（767年）正月8日：薨去